# Leona (Teksas)
Leona – miasto w Stanach Zjednoczonych, w stanie Teksas, w hrabstwie Leon.